# Marie Nečasová-Poubová
Marie Nečasová-Poubová (20. prosince 1888 Tábor – 29. října 1942 Osvětim) byla česká pedagožka, sociální pracovnice a spisovatelka.

## Životopis
Rodiče Marie byli Tomáš Pouba, revizní zámečník na dráze v Táboře a Barbora Poubová-Gabrielová z Merklína. Měla čtyři sourozence: Annu Sedloňovou-Poubovou (1. února 1887 Sigmundsherberg), Boženu Burešovou-Poubovou, Josefa Poubu (1890–1890) a Bohumila Poubu (20. září 1893). Dne 15. července 1922 se provdala za Ing. Jaromíra Nečase. Měli spolu dceru Věru Nečasovou (1924–1943).
Marie vystudovala lyceum v Českých Budějovicích, gymnázium ve Valašském Meziříčí a po studiu na Filosofické fakultě Univerzity Karlovy získala titul PhDr.. Stala se středoškolskou profesorkou zeměpisu a dějepisu. Zároveň ji zajímaly sociální poměry studentek, spolupracovala s Československým červeným křížem a s Alicí Masarykovou. V rámci spolupráce v roce 1922 odjela do Spojených států, aby tam studovala sociální školství. Po svatbě a narození dcery pracovala v Zemském ústředí péče o mládež (ZÚPM) v Čechách (1927 místopředsedkyně). Roku 1932 se stala referentkou dobřichovického ústavu, kde uplatnila řadu návrhů na zlepšení postavení sociálně, zdravotně či mravně ohrožených dětí.
V roce 1921 vystoupila z církve římskokatolické. Byla členkou Československé sociálně demokratické strany dělnické. Psala odborné články v časopisech Péče o mládež, Pedagogický věstník aj. V rámci tzv. druhé heydrichiády 1. července 1942 byla mezi zatčenými a vězněna v Malé pevnosti Terezín, odkud byla odvezena do Osvětimi, kde zahynula v říjnu 1942.
Po válce byla na návrh poslance a vládního rady Vojty Beneše, rozhodnutím 36. valné schůze ZÚPM v Čechách, nazvána dívčí výchovna v Dobřichovicích jménem dr. Marie Nečasové. Odhalení pamětní desky (2. 5. 1946) se zúčastnily významné osobnosti veřejného života mj. předseda vlády Zdeněk Fierlinger s chotí. Hlavní projev pronesla dr. Milada Horáková. Za pár let zmizela deska ze zdi ústavu a jméno dr. Nečasové bylo odstraněno z názvu výchovny.
Marie bydlela v Praze XIX Bubeneč na adrese Uralské náměstí 493.

## Dílo

### Spisy
- Nárys hydrografických poměrů východní Sahary. Disertační práce – Praha: Univerzita Karlova, 1917[3]
- O sociální péči rodinné – Brno: Vydavatelstvo časopisu Péče o mládež, 1923
- Školní prospěch a sociální poměry dítěte – Praha: Sociální ústav ČSR (Československé republiky), 1929
- Rodičovská sdružení v sociální práci – Praha: Státní nakladatelství, 1932
- Vliv krise na rodiny nezaměstnaných dělníků – Robert Kollar, Stanislav Režný, Marie Nečasová-Poubová. Praha: Výzkumná sekce Sociálního ústavu ČSR s podporou Rockefellerovy nadace, 1933
- Geologický průzkum oblasti Zlatých hor – Marie Poubová, Milan Fišera, Jaroslav Švenek. Praha: Národní muzeum, 1974[7]